# Giorgi Mamardashvili
Giorgi Mamardashvili (en géorgien : გიორგი მამარდაშვილი, Guiorgui Mamardachvili) né le 29 septembre 2000 à Tbilissi en Géorgie, est un footballeur international géorgien qui évolue au poste de gardien de but au Liverpool FC.

## Biographie

### Carrière en club
Né à Tbilissi, Mamardashvili commence sa carrière avec le club de sa ville natale, le Dinamo Tbilissi. Remplaçant inutilisé dans l'équipe première pendant la majeure partie de la saison 2018, il est prêté au FC Roustavi pour la campagne 2019.
Mamardashvili fait ses débuts avec les seniors le 2 mars 2019, lors d'une défaite 1 à 4 à l'extérieur contre le Lokomotiv Tbilissi. Après 28 apparitions et avoir aidé son équipe à éviter la relégation, il est prêté au Lokomotiv Tbilissi.
En décembre 2020, Mamardashvili est élu meilleur gardien de but de l'année par la Fédération géorgienne de football.
Le 7 juin 2021, Mamardashvili rejoint l'équipe espagnole de Valence dans le cadre d'un contrat de prêt d'un an avec une clause de rachat, afin de jouer initialement avec la réserve en Tercera División RFEF,. Il fait toutefois la pré-saison avec l'équipe première, impressionnant l'entraîneur José Bordalás, et devient titulaire lors du premier match du championnat de Liga contre Getafe, le 13 août (1-0).
Le 19 septembre 2022, Mamardashvili prolonge son contrat avec Valence jusqu'en juin 2027,.
Le 28 aout 2024, il signe à Liverpool FC et retourne immédiatement à Valence en prêt pour la saison 2024/2025 après laquelle il rejoindra Liverpool,.

### Carrière internationale
Le 25 mars 2021, il figure pour la première fois sur le banc des remplaçants de l'équipe de Géorgie, mais sans entrer en jeu, lors d'une rencontre face à la Suède. Ce match perdu 1-0 rentre dans le cadre des éliminatoires du mondial 2022.
Il effectue sa première sélection le 8 septembre 2021 lors d'un match amical contre la Bulgarie (défaite 4 buts à 1).
Le 22 mai 2024, il fait partie de la liste des 26 joueurs convoqués par Willy Sagnol pour disputer l'Euro 2024.

## Statistiques
| Saison                | Club                      | Championnat           | Championnat | Championnat | Coupe(s) nationale(s) | Coupe(s) nationale(s) | Supercoupe | Supercoupe | Compétition(s) continentale(s) | Compétition(s) continentale(s) | Compétition(s) continentale(s) | Total | Total |
| Saison                | Club                      | Division              | M.          | B.          | M.                    | B.                    | M.         | B.         | Comp.                          | M.                             | B.                             | M.    | B.    |
| 2019                  | FC Roustavi (prêt)        | Erovnuli Liga         | 30          | 0           | 2                     | 0                     | -          | -          | -                              | -                              | -                              | 32    | 0     |
| 2020                  | Lokomotiv Tbilissi (prêt) | Erovnuli Liga         | 11          | 0           | 1                     | 0                     | -          | -          | -                              | -                              | -                              | 12    | 0     |
| 2021                  | Lokomotiv Tbilissi (prêt) | Erovnuli Liga         | 18          | 0           | 2                     | 0                     | -          | -          | C3                             | 3                              | 0                              | 23    | 0     |
| Sous-total            | Sous-total                | Sous-total            | 29          | 0           | 3                     | 0                     | -          | -          | -                              | 3                              | 0                              | 35    | 0     |
| 2021-2022             | Valence CF                | Liga                  | 18          | 0           | 3                     | 0                     | -          | -          | -                              | -                              | -                              | 21    | 0     |
| 2022-2023             | Valence CF                | Liga                  | 38          | 0           | 3                     | 0                     | 1          | 0          | -                              | -                              | -                              | 42    | 0     |
| 2023-2024             | Valence CF                | Liga                  | 37          | 0           | -                     | -                     | -          | -          | -                              | -                              | -                              | 37    | 0     |
| 2024-2025             | Valence CF (prêt)         | Liga                  | 34          | 0           | -                     | -                     | -          | -          | -                              | -                              | -                              | 34    | 0     |
| Sous-total            | Sous-total                | Sous-total            | 127         | 0           | 6                     | 0                     | 1          | 0          | -                              | -                              | -                              | 134   | 0     |
| 2025-2026             | Liverpool FC              | Premier League        | -           | -           | -                     | -                     | -          | -          | C1                             | -                              | -                              | 0     | 0     |
| Total sur la carrière | Total sur la carrière     | Total sur la carrière | 186         | 0           | 11                    | 0                     | 1          | 0          | -                              | 3                              | 0                              | 201   | 0     |

### En sélections nationales
| Saison                | Sélection             | Phases finales        | Phases finales | Phases finales | Éliminatoires | Éliminatoires | Ligue des Nations | Ligue des Nations | Matchs amicaux | Matchs amicaux | Total | Total |
| Saison                | Sélection             | Compétition           | M              | B              | M             | B             | M                 | B                 | M              | B              | M     | B     |
| --------------------- | --------------------- | --------------------- | -------------- | -------------- | ------------- | ------------- | ----------------- | ----------------- | -------------- | -------------- | ----- | ----- |
| 2021-2022             | Géorgie               | -                     | -              | -              | -             | -             | 1                 | 0                 | 2              | 0              | 3     | 0     |
| 2022-2023             | Géorgie               | -                     | -              | -              | 3             | 0             | 2                 | 0                 | 1              | 0              | 6     | 0     |
| 2023-2024             | Géorgie               | Euro 2024             | 4              | 0              | 7             | 0             | -                 | -                 | 1              | 0              | 12    | 0     |
| 2024-2025             | Géorgie               | -                     | -              | -              | -             | -             | 8                 | 0                 | -              | -              | 8     | 0     |
| Total sur la carrière | Total sur la carrière | Total sur la carrière | 4              | 0              | 10            | 0             | 11                | 0                 | 4              | 0              | 29    | 0     |